# Ed Westwick
Edward "Ed" Westwick (født 27. juni 1987 i Stevenage, Hertfordshire, England) er en engelsk skuespiller og musiker, der er bedst kendt for sin rolle som Chuck Bass i den amerikanske tv-serie Gossip Girl.

## Liv og karriere
Westwick studerede på National Youth Theatre i London. Han har været med i enkelte afsnit af de britiske tv-serier Doctors, Casualty og Afterlife. Han har været med i filmene Breaking and Entering, Son of Rambow og Children of Men.[kilde mangler]
Han var medlem af det britiske band The Filthy Youth, som bestod af ham selv, Benjamin Lewis Allingham, Jimmy Wright, Mitch Cox og John Vooght.
Westwick blev i 2008 den nye model for mærket K-Swiss.
 Dette afsnit eller denne liste er kun påbegyndt. Hvis du ved mere om emnet, kan du hjælpe Wikipedia ved at tilføje mere.

## Privat
Ed Westwick har boet sammen med medskuespilleren Chace Crawford i New York.

## Udvalgt filmografi

### Film
- Children of Men (2006)
- Breaking and Entering (2006)
- Son of Rambow (2007)
- 100 Feet (2008)
- S. Darko (2009)
- Chalet Girl (2011)
- J. Edgar (2011)
- Romeo & Juliet (2013)
- Last Flight (2014)
- Bone in the Throat (2015)
- Freaks of Nature (2015)
- Billionaire Ransom (2016)
- The Crash (2017)
- Enemy Lines (2020)

### Tv-serier
- Doctors (2006, afsnittet "Young Mothers Do Have 'Em")
- Casualty (2006, afsnittet "Family Matters")
- Afterlife (2006, afsnittet "Roadside Bouquets")
- Gossip Girl (2007–12, 117 afsnit)
- Wicked City (2015, 8 afsnit)
- Snatch (2017, 4 afsnit)
- White Gold (2017–19, 12 afsnit)